# Valea lui Antaloc
Valea lui Antaloc (węg. Antalokpataka) – wieś w Rumunii, w okręgu Harghita, w gminie Lunca de Jos. W 2011 roku liczyła 271 mieszkańców.